# Aspidoscelis communis
Aspidoscelis communis (колімський велетенський батогохвіст) — вид ящірок родини теїдових (Teiidae). Ендемік Мексики.

## Підвиди
Виділяють два підвиди:
- Aspidoscelis communis mariarum (Günther, 1885);
- Aspidoscelis communis communis (Cope, 1878).

## Поширення і екологія
Колімські велетенські батогохвости мешкають на тихоокеанському узбережжі Мексики, від південного Наяриту до річки Бальсас на півночі Герреро та до Мічоакана і південного Халіско. Вони живуть в сухих тропічних лісах і чагарниках, трапляються поблизу людських поселень.